# Dialyceras parvifolium
Dialyceras parvifolium là một loài thực vật có hoa trong họ Sphaerosepalaceae. Loài này được Capuron mô tả khoa học đầu tiên năm 1962.